# Alpy.com
Alpy.com (bis 2025 unter dem Namen alpinresorts.com) ist ein europäischer Online-Marktplatz für Skiverleih mit Hauptsitz in der Slowakei. Die Plattform arbeitet mit über 1.150 Skiverleihgeschäften in 11 Ländern zusammen und ermöglicht es Kund/innen, ihre Skiausrüstung vorab online zu buchen und vor Ort abzuholen. Das Unternehmen ist Teil der Russmedia-Gruppe.

## Geschichte
Das Unternehmen wurde 2006 unter dem Namen ALPINRESORTS.com gegründet. Die drei Gründer – Gunther Dillersberger (Chief Sales Officer), Manuel Tenschert (Chief Technology Officer) und Thomas Glössner (Chief Marketing Officer) – entwickelten die Plattform mit dem Ziel, den Skiverleih europaweit zu digitalisieren. Im Jahr 2020 wurde das Führungsteam durch Jochen Punzet als Chief Financial Officer ergänzt.
Zwischen 2010 und 2015 erweiterte das Unternehmen sein Angebot temporär um Skischulbuchungen, Transferservices sowie Après-Ski-Gutscheine. Ab der Wintersaison 2015/2016 richtete sich der Fokus jedoch vollständig auf den Skiverleih.
In den Folgejahren investierte das Unternehmen stark in die Weiterentwicklung seiner Buchungstechnologie – bis hin zur Entwicklung einer eigenen SaaS- und Whitelabel-Lösung.
Im Juli 2024 begann das Rebranding von alpinresorts.com zu Alpy.com.

## Marketing und Markenentwicklung
Ein Meilenstein in der Markenkommunikation war die Kooperation mit Schauspieler David Hasselhoff, der 2016 in mehreren internationalen Werbespots auftrat.
Seit 2023 nutzt das Unternehmen die Comicfiguren Asterix & Obelix als Werbefiguren, um die Marke emotional aufzuladen und stärker im europäischen Raum zu positionieren.

## Angebot und Geschäftsmodell
Alpy.com betreibt eine Online-Vermittlungsplattform für Skiverleih. Die Buchung erfolgt online, die Abholung im stationären Shop. Für jede erfolgreiche Vermittlung erhält das Unternehmen eine Provision vom jeweiligen Partnergeschäft.
Leistungsumfang:
- Online-Buchung von Ski, Snowboards, Schuhen und Helmen
- Über 1.150 Verleihshops in 11 Ländern
- Bis zu 65 % günstiger als Vor-Ort-Preise[7]
- Keine Buchungsgebühren, kostenlose Stornierung bis zum Vortag[8]
- Schutzoptionen bei Bruch & Diebstahl
- Mehrsprachiger Kundenservice
- SaaS-Lösung für Partnerbetriebe[9]